# Anette Fanqvist
Anette Fanqvist (* 16. Juni 1969 in Fränsta) ist eine ehemalige schwedische Skilangläuferin.

## Werdegang
Fanqvist, die für den Stockviks SF startete, errang ihren ersten internationalen Erfolg bei den Nordischen Junioren-Skiweltmeisterschaften 1989 im norwegischen Vang, wo sie mit der schwedischen 4-mal-5-Kilometer-Staffel, zu der auch noch Karin Öhman, Annika Evaldsson und Kicki Eskilsson gehörten, die Silbermedaille gewann. Sie debütierte im Januar 1992 in Kavgolovo im Skilanglauf-Weltcup und belegte dabei den 52. Platz über 15 km klassisch. Zu Beginn der Saison 1994/95 holte sie mit dem 21. Platz über 5 km klassisch in Kiruna ihre ersten Weltcuppunkte. Im weiteren Saisonverlauf kam sie siebenmal in die Punkteränge und errang zum Saisonende den 38. Platz im Gesamtweltcup. Beim Saisonhöhepunkt den Nordischen Skiweltmeisterschaften 1995 in Thunder Bay gewann sie die Bronzemedaille mit der Staffel. Zudem belegte sie den 29. Platz über 30 km Freistil und den 27. Rang über 15 km klassisch. Im März 1995 wurde sie beim Weltcup in Sapporo Dritte mit der Staffel. Nachdem sie in der Saison 1995/96 und 1996/97 keine Weltcuppunkte erringen konnte, erreichte er in der Saison 1997/98 in Ramsau am Dachstein mit dem 16. Platz über 10 km klassisch ihre beste Einzelplatzierung im Weltcup. Bei den Olympischen Winterspielen 1998 in Nagano errang sie den 37. Platz über 30 km Freistil und den achten Platz mit der Staffel. Im folgenden Jahr kam sie bei den Nordischen Skiweltmeisterschaften 1999 in Ramsau am Dachstein auf den 35. Platz über 30 km klassisch. Ihre letzten Weltcuprennen lief sie im März 1999 in Falun, welche sie auf dem 31. Platz über 15 km klassisch und auf dem siebten Platz mit der Staffel beendete. Bei schwedischen Meisterschaften siegte sie 1993 und 1999 mit der Staffel von Stockviks SF. Sie ist mit dem ehemaligen Skilangläufer Larry Poromaa verheiratet. Ihr Sohn William Poromaa ist ebenfalls als Skilangläufer.